# Goryphus angulicollis
Goryphus angulicollis är en stekelart som först beskrevs av Cameron 1907.  Goryphus angulicollis ingår i släktet Goryphus och familjen brokparasitsteklar. Inga underarter finns listade i Catalogue of Life.